# 冲喜
冲喜或称见喜，是亞洲國家如中國、印度等的一种民间信仰行为，其内容是让一个久病不癒的病人和别人结婚，用这个“喜事”来“冲”掉不好的运气，以期达到治疗疾病的效果。
除了男女结婚冲喜，有时也可以让子女结婚给生病的父母冲喜。病人可能因为心情愉悦而病情好转。明清时，社会推崇女性守贞，寡妇改嫁是不道德的行为。女性若与男性病人成婚，即承担婚后丧偶、终身守寡的风险。成为寡妇，亦被评价为“克夫”。

## 文学作品中的冲喜
因为冲喜这一内容涉及爱情和死亡两大话题，冲喜在许多文学作品中出现。
- 高鹗的《红楼梦·后40回》中薛宝钗嫁给贾宝玉冲喜。
- 林语堂的《京華煙雲》中曼娘嫁给曾平亞冲喜。
- 琼瑶的《六个梦·追寻》中夏婉君嫁给周伯健冲喜。
- 电视剧《徽娘宛心》中叶宛心嫁给吳慧祥冲喜。
- 路学长导演的2006年电影《租期》中莉莉嫁给郭家驹给郭父冲喜。

## 现实中的冲喜
- 黄秋燕嫁给李连杰冲喜。

## 外部連結
- 沖喜（页面存档备份，存于）
- 工商日報社論 1968年9月9日（页面存档备份，存于）